# Trachylepis punctatissima
Trachylepis punctatissima este o specie de șopârle din genul Trachylepis, familia Scincidae, descrisă de Smith 1849. A fost clasificată de IUCN ca specie cu risc scăzut. Conform Catalogue of Life specia Trachylepis punctatissima nu are subspecii cunoscute.

## Galerie

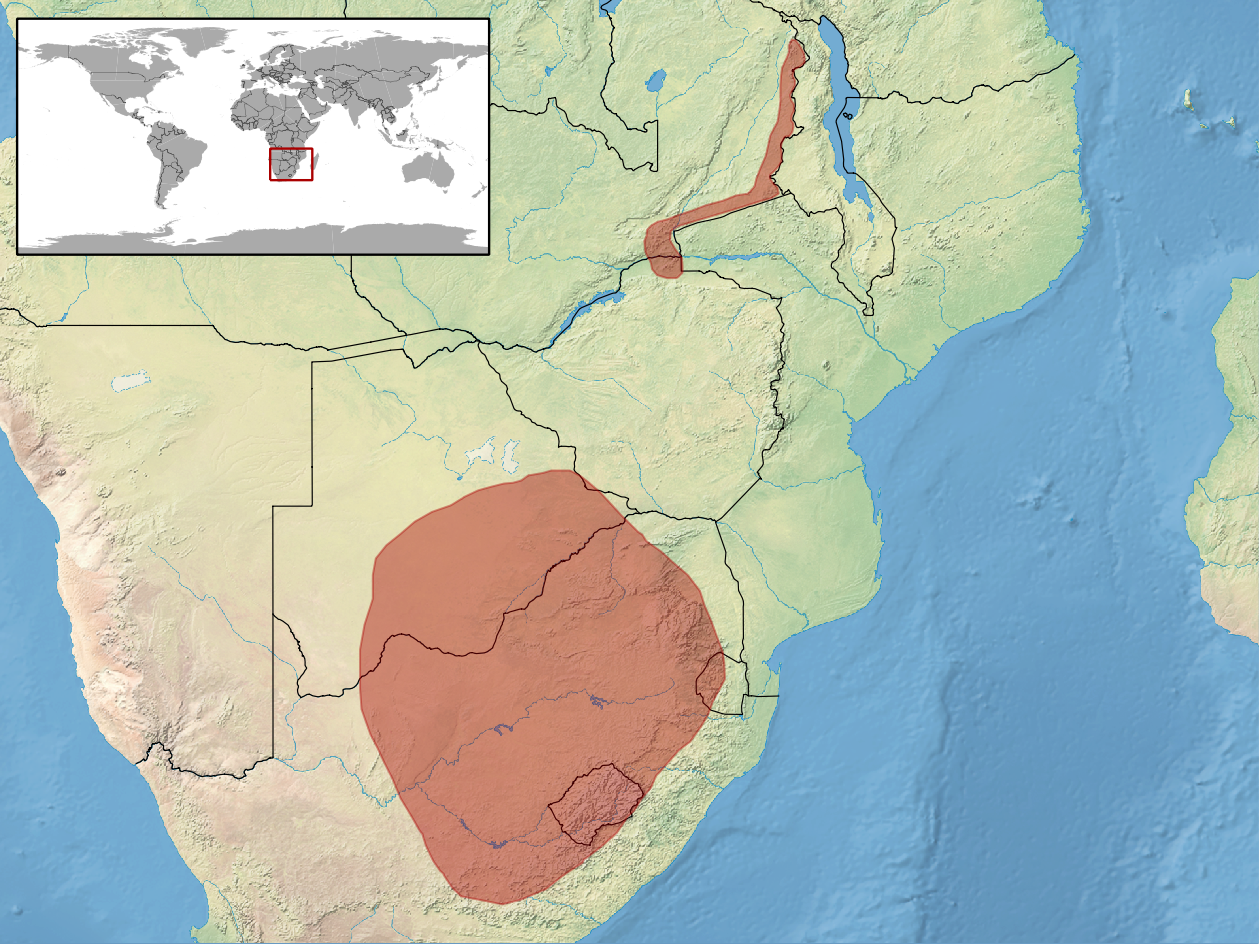